# Dicranota atripes
Dicranota atripes är en tvåvingeart som beskrevs av Alexander 1928. Dicranota atripes ingår i släktet Dicranota och familjen hårögonharkrankar.
Artens utbredningsområde är Taiwan. Inga underarter finns listade i Catalogue of Life.